# Crveni Breg (Leskovac)
Crveni Breg je naselje u gradu Leskovcu, Jablanički upravni okrug, Srbija. Prema popisu iz 2022. godine u Crvenom Bregu je živjelo 5 stanovnikа.